# Maturitní ples (film, 2008)
Maturitní ples (ang. titul: Prom Night) je americký hororový film z roku 2008, který režíroval Nelson McCormick. Jedná se o remake kanadského filmu Hra na vraha z roku 1980.

## Děj
Donna Keppelová před třemi lety přišla o rodinu kvůli psychopatickému učiteli Richardu Fentonovi ze střední školy, který byl Donnou přímo posedlý a chtěl ji jen pro sebe. Policie jej dopadla, ale po třech letech ve vězení se mu právě před maturitním plesem, kterého se Donna se svými přáteli zúčastní, podaří utéct. Nyní má namířeno přímo za Donnou a je schopen zlikvidovat každého, kdo se mu postaví do cesty. Již nejde o to, kdo bude králem a královnou plesu, ale kdo unikne krvavému řádění.